# Башмачок японский
Башмачо́к япо́нский (лат. Cypripedium japonicum) — вид травянистых растений секции Flabellinervia рода Cypripedium семейства Орхидные.
Китайское название: 扇脉杓兰 (shan mai shao lan).
Японское название: クマガイソウ.
Относится к числу охраняемых видов (II приложение CITES).
Типовой экземпляр Cyp. japonicum был собран в Японии шведским ботаником Карлом Петером Тунбергом (1743—1828) и опубликован им же в 1784 году.

## Синонимы
По данным Королевских ботанических садов в Кью:
- Cypripedium cathayenum S.S.Chien, 1930
- Cypripedium japonicum var. glabrum M.Suzuki, 1980

## Распространение и экология
Япония, Корейский полуостров, Китай (Ганьсу, Аньхой, Гуйчжоу, Хэнань, Хубэй, Хунань, Цзянси, Шэньси, Сычуань, Чжэцзян)
Произрастает на влажных и богатых гумусом почвах в лесах, кустарниковых зарослях, на затенённых склонах, на высотах от 800 до 2000 метров над уровнем моря.
Размер и форма губы Cyp. japonicum немного напоминает Cyp. acaule из Северной Америки. Это не говорит о филогенетической связи между ними, это всего лишь очередной пример конвергенции: они оба пользуются услугами почти одинаковых опылителей — больших шмелей. В горах области Хубэя на высотах 1275 и 1290 метров над уровнем моря во вторичном лиственном лесу с примесью вечнозелёных деревьев и кустарников были отмечены три вида опылителей Cyp. japonicum: Bombus remotus, Bombus imitator и Bombus picipes.

## Ботаническое описание
Травянистые многолетники высотой 35—55 см.
Корневище тонкое, ползучее, 3—4 мм в диаметре.
Стебель прямой.
Листьев 2, реже 3. Листовые пластинки 10—16 × 10—21 см, опушённые.
Прицветники листовидные, ромбические или яйцевидно-ланцетные, 2.5—5 × 1—2 (3) см.
Цветки одиночные, свисающие, чашелистики и лепестки зеленовато-жёлтые, основание слегка пятнистое с фиолетовым; губы от желтовато-розового до белого цвета, слегка отмеченные пурпурно-красными пятнами и полосами, 4—5 × 3—3,5 см.
Парус узко эллиптический или узко эллиптически-ланцетный, 4,—5,5 × 1,5—2 см, голый с заострённой вершиной.
Лепестки косо-ланцетные или продолговато-ланцетные, 4—5 × 1—1.2 см. Стаминодий эллиптический, 10 × 6—7 мм.
Плод — коробочка.
Цветёт в апреле-мае.
Число хромосом: 2n = 20.

## В культуре
Башмачок японский считается сложным в культуре видом. Совершенно не переносит засухи. В местах с подходящими виду условиями образует обширные куртины.
Зоны морозостойкости: 4—9, согласно другому источнику 4—7а. В климатических зонах похожих на естественную среду обитания Cyp. japonicum, растения могут успешно выращиваться на улице, что часто можно наблюдать в Японии, западной Европе и США. В открытом грунте в течение нескольких лет Cyp. japonicum успешно выращивался около Гамбурга (север Германии) в почвенной смеси из шариков обожжённой глины (субстрат для бонсай), пемзы, песка, с небольшой добавкой перегноя, и туфа. Осенью посадки мульчировались. Но даже в условиях Германии Cyp. japonicum и Cyp. formosanum могут вымерзать, несмотря на укрытие. Хольгер Пернер считает, что выращивание этих видов в зонах ниже 6-й слишком рискованно. Хотя есть примеры успешного выращивания Cyp. formosanum с зимним укрытием в Олбани, штат Нью-Йорк, в 5 зоне.
Выращивание из семян малорезультативно, поэтому большинство поступающих в продажу растений изъято из природы. Так как вид имеет длинное корневище, обычно выращивается не в горшках, а в открытом грунте.
Предпочитает слабокислую или нейтральную почву с большим количеством гумуса и минимальным включением гравия.
В культуре Cyp. japonicum не слишком хорошо реагирует на искусственную среду обитания. В контейнерной культуре слишком сырой субстрат приводит к загниванию корневища, но если дренаж слишком глубокий, то новый побег может углубиться так, что весьма затруднит прорастание розетки. Широкие и не очень глубокие плоские пластмассовые коробки — лучший выбор для культивирования Cyp. japonicum и Cyp. formosanum. Cyp. japonicum, в отличие от Cyp. formosanum, позже начинает вегетацию и раньше сбрасывает листья.

## Грексы созданные с участием Башмачка японского
По данным The International Orchid Register, на январь 2012 года.
- Ge Pang = (Cypripedium formosanum × Cypripedium japonicum) H.Pinkepank, 2010